# Иодогерман
Иодогерман — неорганическое соединение,
иодпроизводное германа с формулой GeH3I,
бесцветная жидкость.

## Получение
- Обменная реакция с  хлоргерманом:

{\displaystyle {\mathsf {GeH_{3}Cl+HI\ {\xrightarrow {}}\ GeH_{3}I+HCl}}}

## Физические свойства
Иодогерман — бесцветная жидкость, не самовоспламеняется на воздухе, медленно разлагается при комнатной температуре.